# Hôtel Buson d'Auxon
L'hôtel Buson d'Auxon  est un hôtel particulier situé à Besançon dans le département du Doubs.

## Localisation
L'édifice est situé au 5 rue des Granges dans le secteur de La Boucle de Besançon.

## Histoire
Il n'existe pas de date précise de construction, mais l'hôtel a été construit pendant le mandat de Claude-Antoine Buson, seigneur d'Auxon, en tant que co-gouverneur de la cité, c'est-à-dire entre 1594 et 1621.
Au XIXe siècle, création de boutiques au rez-de-chaussée.
La façade sur rue et le pan de couverture qui la surmonte font l’objet d’une inscription au titre des monuments historiques depuis le 30 septembre 1937.

## Architecture
L'édifice est de style renaissance et construit majoritairement en pierre de taille. Des pilastres cannelées doriques et ioniques sont visibles sur la façade. 
Au-dessus de la porte cochère, le cartouche est accompagné de l'inscription Aut perfice, aut ne tentes - Achève ou ne commence pas - et était agrémenté à l'origine des armoiries des Buson.